# Voznessenié
Voznessenié (en russe : Вознесе́нье, en finnois : Syvärinniska) est une commune urbaine du raïon de Podporojié de l'oblast de Léningrad, en Russie. Elle est le centre administratif de l'établissement urbain de Voznessenié. Sa population s'élevait à 2 167 habitants en 2024.    

## Géographie
Voznessenié est située dans l'oblast de Léningrad, un sujet de Russie européenne qui fait partie du district fédéral du Nord-Ouest. La localité se trouve dans le raïon de Podporojié, une des raïons de l'oblast, et fait partie de l'établissement urbain de Voznessenié, une municipalité du raïon, dont elle est le chef-lieu,,. Il se situe à l'extrême nord-est de la région, sur les rives du lac Onega, à la source de la rivière Svir, l'émissanve de l'Onega .
Voznessenié, comme tout l'oblast de Léningrad, est située dans le fuseau horaire MSK (heure de Moscou). Le décalage horaire appliqué par rapport au temps universel coordonné est +03:00.

## Démographie
Recensements (*) et estimations de la population,:
| 2002* | 2010* | 2021* | 2024  | - |
| ----- | ----- | ----- | ----- | - |
| 2 817 | 2 425 | 2 217 | 2 167 | - |